# Aegiochus arctica
Aegiochus arctica är en kräftdjursart som först beskrevs av Christian Frederik Lütken 1859.  Aegiochus arctica ingår i släktet Aegiochus och familjen Aegidae. Inga underarter finns listade i Catalogue of Life.